# Soluzione di uno Stato unico
La soluzione di uno Stato unico o soluzione binazionale (in inglese one-state solution o binational solution) è un approccio proposto per venire a capo del conflitto israelo-palestinese.
I sostenitori di questa soluzione propongono la creazione di un unico Stato che comprenda Israele, Cisgiordania e striscia di Gaza, con il riconoscimento di cittadinanza e pari diritti per tutti gli abitanti, a prescindere da etnia o religione.
Sebbene questa soluzione sia tenuta in considerazione sempre più grande in ambito accademico, essa è sempre stata ignorata nelle trattative di pace, nelle quali è prevalsa la soluzione dei due Stati discussa soprattutto durante la conferenza di Annapolis del novembre 2007 dal governo di Israele e dall'Autorità Nazionale Palestinese. Alla fine del 2009, il negoziatore palestinese Saeb Erekat ha proposto di scegliere questa soluzione se Israele non avesse fermato la realizzazione di nuovi insediamenti di coloni.

## L'evoluzione storica
Durante gli eventi noti come grande rivolta araba, i governatori del mandato britannico della Palestina avevano cercato di elaborare varie soluzioni per risolvere gli attriti che erano nati nei primi decenni del XX secolo tra la popolazione palestinese preesistente ed i coloni ebrei. La commissione Peel del 1937 e la Commissione Woodhead dell'anno seguente avevano proposto e valutato una suddivisione del territorio in due stati (considerando anche la possibilità di renderli etnicamente omogenei, grazie a massicci trasferimenti di popolazione tra i due territori, principalmente araba), ma la soluzione (appoggiata dai gruppi sionisti moderati, ma rifiutata sia dai rappresentanti arabi in toto sia dai gruppi sionisti più radicali) si era rivelata inapplicabile.
Con il libro bianco del 1939 il governo britannico cambiò opinione, negando l'intenzione di voler creare uno Stato Ebraico (come temuto dalla popolazione araba) e proponendo una soluzione a Stato unico (da realizzare entro il 1949):
The independent State should be one in which Arabs and Jews share government in such a way as to ensure that the essential interests of each community are safeguarded.»
(White Paper del 1939)
La seconda guerra mondiale e la persecuzione degli ebrei in Europa portarono e una forte immigrazione ebraica nell'area, che nell'immediato dopoguerra sfociò in eventi dal grande impatto emotivo come quelli del viaggio della nave Exodus. A questo si aggiunsero gli scontri tra le due etnie, che erano nuovamente aumentati, e l'incessante attività terroristica da parte dei gruppi sionisti più estremisti, che aveva avuto la sua azione più eclatante con l'attentato al King David Hotel del luglio 1946. Nel febbraio 1947 la Gran Bretagna annunciò quindi l'abbandono del territorio mandatario nell'arco di un anno, e le decisioni sul destino della zona passarono alla neonata ONU.
L'ONU designò il 13 maggio 1947 i membri di un Comitato, l'UNSCOP, composto dai rappresentanti di 11 Stati (Australia, Canada, Guatemala, India, Iran, Paesi Bassi, Perù, Svezia, Cecoslovacchia, Uruguay, Jugoslavia). Per evitare accuse di parzialità, nessuna delle grandi potenze vincitrici della seconda guerra mondiale (Cina, Francia, Gran Bretagna, URSS, USA) entrò a far parte del Comitato.
L'UNSCOP considerò entrambe le opzioni, sia la creazione di uno Stato ebraico e di uno Stato arabo indipendenti, con la città di Gerusalemme posta sotto controllo internazionale (sulla falsariga del piano di spartizione proposto nel 1937 dalla commissione Peel), sia la creazione di un'unica nazione di tipo federale, che avrebbe compreso sia uno Stato ebraico, sia uno Stato arabo, ma con un governo dell'area condiviso (sulla falsariga di quanto prevedeva il libro bianco del mandato britannico scritto nel 1939).
Nella sua relazione l'UNSCOP, si chiese se fosse possibile accontentare le richieste di entrambe le fazioni ("due considerevoli gruppi, una popolazione araba con oltre 1.200.000 abitanti e una popolazione ebraica con oltre 600.000 abitanti con un'intensa aspirazione nazionale, sono diffusi attraverso un in territorio che è arido, limitato, e povero di tutte le risorse essenziali"), giungendo alla conclusione che era "manifestamente impossibile", in quanto le posizioni di entrambi i gruppi erano incompatibili, ma che era anche "indifendibile" accettare di appoggiare solo una delle due posizioni.
A maggioranza (sette voti favorevoli: Canada, Cecoslovacchia, Guatemala, Paesi Bassi, Perù, Svezia, Uruguay; contrari tre voti India, Iran, Jugoslavia; l'Australia si astenne), l'UNSCOP adottò l'opzione a due stati separati. Nella sua relazione l'UNISCOP aveva preso anche in considerazione la situazione economica dei futuri due stati, consigliando di istituire una moneta comune, una rete di infrastrutture che si estendesse a tutta la Palestina indipendentemente dalle divisioni e ipotizzando la futura fornitura di aiuti internazionali per la costruzione di sistemi di irrigazione in entrambi gli stati. Il comitato riteneva che con un sistema economico comune ai due stati non sarebbe stato nell'interesse di quello ebraico (a cui ammetteva sarebbero state assegnate le aree più sviluppate economicamente, che comprendevano quasi del tutto le zone di produzione degli agrumi) far rimanere quello arabo in una condizione di povertà e di precarietà economica. L'Assemblea generale delle Nazioni Unite accettò a larga maggioranza la proposta dell'UNSCOP, ma apportò alcune modifiche al tracciato frontaliero che avrebbe separato i due istituendi Stati.